# 砂漠でサーモン・フィッシング
『砂漠でサーモン・フィッシング』（さばくでサーモンフィッシング、Salmon Fishing in the Yemen）は、2011年のイギリスの恋愛ドラマ映画である。監督はラッセ・ハルストレム、出演はユアン・マクレガー、エミリー・ブラント、クリスティン・スコット・トーマス、アムール・ワケドである。脚本はサイモン・ボーファイが執筆し、ポール・トーディの小説『イエメンで鮭釣りを』を原作としている。第36回トロント国際映画祭でプレミア上映された。

## ストーリー
英国環境省の水産学者アルフレッドは、釣りが唯一の趣味だった。そんなアルフレッドの元に、砂漠でサーモンフィッシング（鮭釣り）をしたいというイエメンの王族からの依頼が入る。砂漠には水がないため、アルフレッドは非現実的であると依頼を断る。一方、英国首相の広報官であるパトリシアは、派兵先であるアフガニスタンの治安悪化から世論の目を反らすためのニュースネタを探していた所、砂漠でサーモンフィッシングの一報を見つけ、首相も絡めた国家プロジェクトとして動き出す。
アルフレッドは環境省からの命令で、イエメンの王族シャイフの仲介人である女性コンサルタント、ハリエットと面会する。ハリエットはシャイフの英国資金管理会社兼コンサルタントであった。アルフレッドは依頼を断るため、皮算用で5,000万ポンドの予算が必要であること、また水とダムが必要であり、中国の三峡ダムの技術者と、1万匹の鮭が必要であるなど、荒唐無稽な条件を突き付ける。しかしハリエットはその条件が理論的には可能と回答する。
すぐにシャリフの許可が出て、5,000万ポンドの契約が成立、ハリエットが三峡ダムの技術者を連れてくる。さらに英国の釣り愛好家200万人の票田を期待したパトリシアは鮭1万匹の輸送を承諾し、砂漠でサーモンフィッシングは現実化してくる。アルフレッドとパトリシアの2人は、英国北部のスコットランドにある、シャリフが購入した古城に招かれる。そこでシャリフの釣りに対する価値観、人間性に共感したアルフレッドはプロジェクトの参加を決意する。
一方、2人はプライベートに問題を抱えることに。アルフレッドの妻はプロジェクトに反対、さらにキャリアのためスイスのジュネーブに転勤し、別居することに。ハリエットはアフガニスタンに派兵された恋人のロバートが、戦地で行方不明になる。アルフレッドは傷心したハリエットを慰めながら、2人はイエメンに旅立つ。現地ではシャリフがすでにダムの基礎を作っていた。さらに土壌も鮭の放流に適しているなど、一見プロジェクトは順調かに見えた。しかし現地の一部の武装勢力は、砂漠に水を引くことは神への冒涜であるとシャリフを非難、さらに英国内でも1万匹の鮭を砂漠に送るなど、断固反対であると釣り愛好家の支持を得られない。
それでもダムは完成し、鮭は食用の養殖鮭で代行、1万匹の鮭がイエメンの砂漠の川に放たれた。その頃、アルフレッドとハリエットは惹かれあっていたが、ロバートが生きていたことが判明。パトリシアの政治的パフォーマンスで、イエメンのダムでハリエットとロバートは運命的な再会を果たし、マスコミも大々的に報じた。恋愛のもつれがありながらも、一行は完成したダム下流でサーモンフィッシングを楽しむが、反対派の武装勢力がダムに侵入、水門を全開で放流し、濁流が下流の一行を襲う。
犠牲者を出しながらも、一行は生き延びるが、ダム下流域は崩壊、鮭も壊滅したと思われた。ハリエットとロバートは英国に帰国する道を選ぶが、ハリエットがアルフレッドに別れを告げる直前、1匹の養殖鮭が飛び跳ねた！鮭が生きていたことに希望を見出したアルフレッドは、たった一人になっても、現地民の理解を得ながらプロジェクトを続けていくことを決意。ハリエットもアルフレッドを選び、2人はシャリフと共にイエメンに残る道を選ぶ。フラれたロバートは案内人の現地民と車で静かに立ち去った。本国ではパトリシアが、次は環境省ではなく、漁業省のプロジェクトで鮭を用意することに首相が合意したのだった。（了

## キャスト
アルフレッド・"フレッド"・ジョーンズ
演 - ユアン・マクレガー、日本語吹替 - 森川智之
水産学者。大の釣り好き。イエメンでの鮭釣りプロジェクトを半ば強引に任されることになった。
ハリエット・チェトウォド＝タルボット
演 - エミリー・ブラント、日本語吹替 - 園崎未恵
投資会社のコンサルタント。イエメンの大富豪から鮭釣りプロジェクトの依頼を受けた。ロバートとは恋人関係。
パトリシア・マクスウェル
演 - クリスティン・スコット・トーマス、日本語吹替 - 唐沢潤
英国の首相広報官。英国と中東の関係修復のため、プロジェクトを後押しする。
シャイフ・ムハンマド
演 - アムール・ワケド、日本語吹替 - 入江崇史
イエメンの大富豪。イエメンでの鮭釣りプロジェクトをハリエットに依頼する。大変な夢想家。
ロバート・マイヤーズ
演 - トム・マイソン、日本語吹替 - 高橋英則
ハリエットの付き合いたての恋人。軍人で、ハリエットを残して戦地へ発つ。
メアリー・ジョーンズ
演 - レイチェル・スターリング、日本語吹替 - 棚田恵美子
フレッドの妻。家庭よりも仕事を優先しており、夫婦仲はうまくいっていない。

## 撮影
主要撮影は2010年8月6日に始まり、ロンドン、スコットランド、モロッコで9週間かけて行われた。イエメンのシーンはモロッコのアトラス山脈のワルザザートで撮られた。

## 評価
Rotten Tomatoesでの批評家支持率は136件のレビューで支持率は67%、平均値は6.2/10となった。Metacriticでは35件のレビューで58/100となった。